# Spominski znak Zvest Sloveniji 1991
Spominski znak Zvest Sloveniji 1991 je spominski znak Slovenske vojske, ki je namenjen vsem, ki so v času agresije nad Slovenijo prebegnili iz JLA in se priključili TO RS.

## Opis
Znak je v obliki ščita. Diagonalno ga sekajo tri barvne proge, zgoraj bela, v sredini modra in spodaj rdeča. V beli progi je napis z zlatimi črkami ZVEST, v modri DOMOVINI in v rdeči 1991.

## Nosilci
- seznam nosilcev spominskega znaka Zvest Sloveniji 1991